# 모모야마 히나세
모모야마 히나세(일본어: 桃山ひなせ)는 일본의 만화가이다. 이전에는 소가 우이(相賀うい) 명의로 활동하였다.
2002년 소가 우이 명의로 투고한 〈죽음의 무도〉로 월간 소년 강강 제5회 신세기 만화 대상 장려상을 수상하였다. 2003년에 <Will>로 제2회 스퀘어 에닉스 만화 대상 장려상을 수상, 증간 강강 파워드 2004년 봄호에 단편 〈갑옷 장인의 조건〉을 게재하여 데뷔.
월간 강강 WING 2006년 3월호에 게재한 단편 〈코마치와〉부터 상업 활동용 명의를 '모모야마 히나세'로 변경하였다. 2007년 제3회 스퀘어 에닉스 소설 대상 입선작품인 <emeth ~인형사의 섬~>의 일러스트를 담당하면서 동시에 강강 WING에서 이 작품의 단편 만화를 게재하였다.

## 저작
| 제목                                                    | 원제                                                     | 분량   | 연재처        | 연재기간 |
| ------------------------------------------------------- | -------------------------------------------------------- | ------ | ------------- | -------- |
| 쓰르라미 울 적에 解 미나고로시 편                       | ひぐらしのなく頃に解 皆殺し編                            | 연재중 | 월간 G 판타지 | 2008-10  |
| 괭이갈매기 울 적에 散 Episode6 Dawn of the golden witch | うみねこのなく頃に散 episode6 - Dawn of the golden witch |        | 월간 G 판타지 | 2010-12  |

## 참고 자료
- 위키쨩 모모야마 히나세 보관됨 2020-11-10 - 웨이백 머신